# Wilhelm Evers (Organist)
Wilhelm Evers (* 9. Januar 1902 in Bremen - Findorff; † 5. Oktober 1975 in Bremen) war ein deutscher Organist und Musikpädagoge.

## Biografie
Evers war der Sohn eines Schuhmachers. Er wuchs in Bremen-Findorff auf. Nach dem Besuch der Volksschule in der Herbststraße absolvierte er eine Ausbildung zum Lehrer am Bremer Lehrerseminar an der Hamburger Straße.
Der Musikpädagoge Karl Seiffert förderte ihn und auf Grund seines Vorschlages wurde Evers Hilfsorganist am Bremer Dom. Zudem arbeitete er als Lehrer an einer Mädchenschule. Generalmusikdirektor Ernst Wendel setzte ihn seit 1923 als Cembalist in der Bremer Philharmonie ein.
Ab 1924 war Evers Organist und Chorleiter an der St. Stephanikirche. Durch ihn wurden nun die Werke des Komponisten Max Reger in Bremen bekannt. Auch als Korrepetitor wurde er für den Bremer Domchor oft eingesetzt. Im Zweiten Weltkrieg war er Soldat und Kriegsgefangener. Im August kehrte er zurück und der Domkantor Richard Liesche setzte ihn sogleich als Domorganist ein.
1946 wurde er Musiklehrer am Kippenberg-Gymnasium in Bremen-Schwachhausen. Hier leitete er auch den Mädchenchor. Am Bremer Dom förderte er die Darbietung von Motetten  und Kantaten während des Gottesdienstes. Auch Kantatenabende als Domvesper wurden von ihm organisiert sowie Krippenspiele mit Musikbegleitung. Ab 1948 war er Dozent für Orgel, Cembalo und Musiktheorie an der Musikschule Bremen und von 1951 bis 1967 hauptamtlicher Dozent und dann Professor an der Pädagogischen Hochschule Bremen.
Evers blieb auch nach seiner Pensionierung bis 1973 Domorganist. Evers pflegte vor allem die Bachtradition. 1960 wurde von Radio Bremen das von Evers und Anderen gespielte Bachwerk aufgenommen. Er setzte die Arbeiten von Domorganist Liesche während dessen Krankheit und nach dessen Tod bis 1958 fort, bis Hans Heintze die Nachfolge als Domorganist antrat.